# Sempervivum charadzeae
Sempervivum charadzeae ist eine Pflanzenart aus der Gattung der Hauswurzen (Sempervivum) in der Familie der Dickblattgewächse (Crassulaceae).

## Beschreibung

### Vegetative Merkmale
Sempervivum charadzeae wächst als Rosettenpflanze mit einem Durchmesser von 8 bis 12 Zentimeter (selten 6 bis 15 Zentimeter). Ihre ziemlich bleichroten, dicken, flaumhaarigen Ausläufer sind 15 bis 30 Zentimeter (selten bis 35 Zentimeter) lang. Die spateligen, zur Spitze abrupt verschmälerten Laubblätter sind drüsig-flaumhaarig. Flaumhaare und Wimpern sind ungleich lang.

### Generative Merkmale
Der ungleichmäßig drüsig-flaumhaarige Blütentrieb erreicht eine Länge von 40 bis 50 Zentimeter (selten bis zu 60 Zentimeter). Manchmal sind auch drüsenlose Haare vorhanden. Er trägt breit lanzettliche, breit stängelumfassende Blätter. Der ebensträußige, doldige Blütenstand besteht aus drei bis fünf vielblütigen Wickeln. Die 13-zähligen Blüten stehen an etwa 5 Millimeter langen Blütenstielen. Ihre lanzettlichen, allmählich spitz zulaufenden, bauchseitig kahlen Kelchblätter sind an der Basis miteinander verwachsen. Sie sind grün sowie etwas purpurfarben und weisen eine Länge von 5 bis 6 Millimeter auf. Die linealisch-lanzettlichen, abrupt spitz zulaufenden, rosafarbenen bis hellrosafarbenen Kronblätter weisen eine Länge von etwa 11 Millimeter auf und sind 2,5 Millimeter breit. Die rosafarbenen Staubfäden werden zu ihrer Basis hin dunkelpurpurfarben. Die Staubbeutel sind hellgelb, die Nektarschüppchen fast kreisrund bis fast quadratisch.

## Systematik und Verbreitung
Sempervivum charadzeae ist im Osten von Georgien in submontanen Gebieten auf Felsen, in Wäldern verbreitet.
Die Erstbeschreibung durch Frau M. Z. Gurgenidze wurde 1969 veröffentlicht. Sie würdigte damit die Verdienste von Frau Anna Lukianovna Charadze (Kharadze) (1905–1971), einer georgischen Botanikerin.

## Nachweise